# Гаета
Гаета, Ґаета (італ. Gaeta, вен. Gaeta) — муніципалітет в Італії, у регіоні Лаціо, провінція Латина.
Гаета розташована на відстані близько 120 км на південний схід від Рима, 65 км на південний схід від Латини.
Населення — 20 936 осіб (2014).

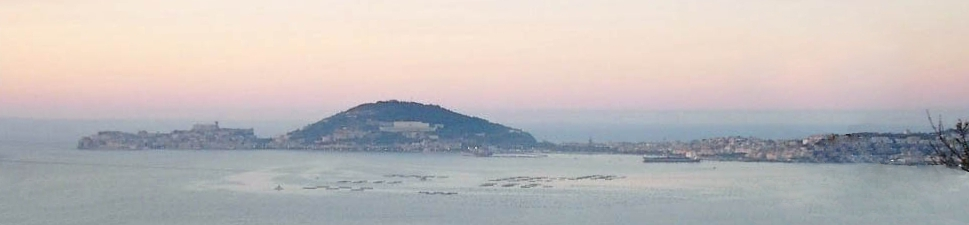

Щорічний фестиваль відбувається 2 червня. Покровитель — Erasmo.

## Історія

### Античні часи
Старовинна Каєта (лат. Caieta), розташована на схилах мису Торре-ді-Орландо, що далеко видається в Тірренське море, була населена Аврунками (осканомовним італійським племенем) принаймні з X—IX століття до нашої ери. Страбон вважав, що місто було старовинною іонійською колонією з о. Самос, оскільки привязував його назву до давньогрецького καιέτας, що означає " печера ", маючи на увазі кілька зручних бухт в гавані міста. Натомість згідно з «Енеїдою» Вергілія (VII.1–9), місто було назване на честь Каєти, годувальниці Енея (інша легенда говорить про Асканія), яку він тут поховав.
У класичний вік Каєта, відома своїм чудовим і помірним кліматом, як сусідні Формія та Сперлонга, була відпочинковим курортом і місцем приморських вілл багатьох важливих і багатих римських персон. Як і інші римські курорти, Каєта була пов'язана зі столицею Імперії Віа Аппіа та її кінцевим відгалуженням Віа Флакка (або Валерія) через допоміжну дорогу (diverticulum). ЇЇ порт мав велике військове та торгове значення і був відновлений за імператора Антоніна Пія. Серед її пам'яток зберігся мавзолей Луція Мунація Планка.

### Середньовіччя
Після ломбардського вторгнення Гаета залишилась під контролем та сюзеренітетом Візантії. У наступні роки Гаета, разом із сусідніми Амальфі, Сорренто та Неаполем утвердилась як практично незалежне портове місто і вела процвітаючу торгівлю з Левантом. На початку IX століття, коли місцева громада ставала все більш незалежною від Візантії, в той же час зазнаючи тиску зі сторони лангобардів та сарацинів утворилась фактично незалежна Гаетанська республіка (герцогство) — середньовічна торгова морська республіка з центром у Гаеті.
Припинила існування внаслідок захоплення норманами і включення до норманського Герцогство Апулії в Сицилійському королівстві.

## Демографія
Населення за роками:

Станом на 1 січня 2023 року в муніципалітеті офіційно проживало 875 іноземців з 54 країн, серед них 306 громадян країн Євросоюзу та 102 громадяни України.

## Персоналії
- Григорій (963—964) — герцог Гаетанський, другий син герцога Доцибіла II та його дружини неаполітанки Оранії, онук Іоанна I.

## Сусідні муніципалітети
- Формія
- Ітрі

## Галерея зображень

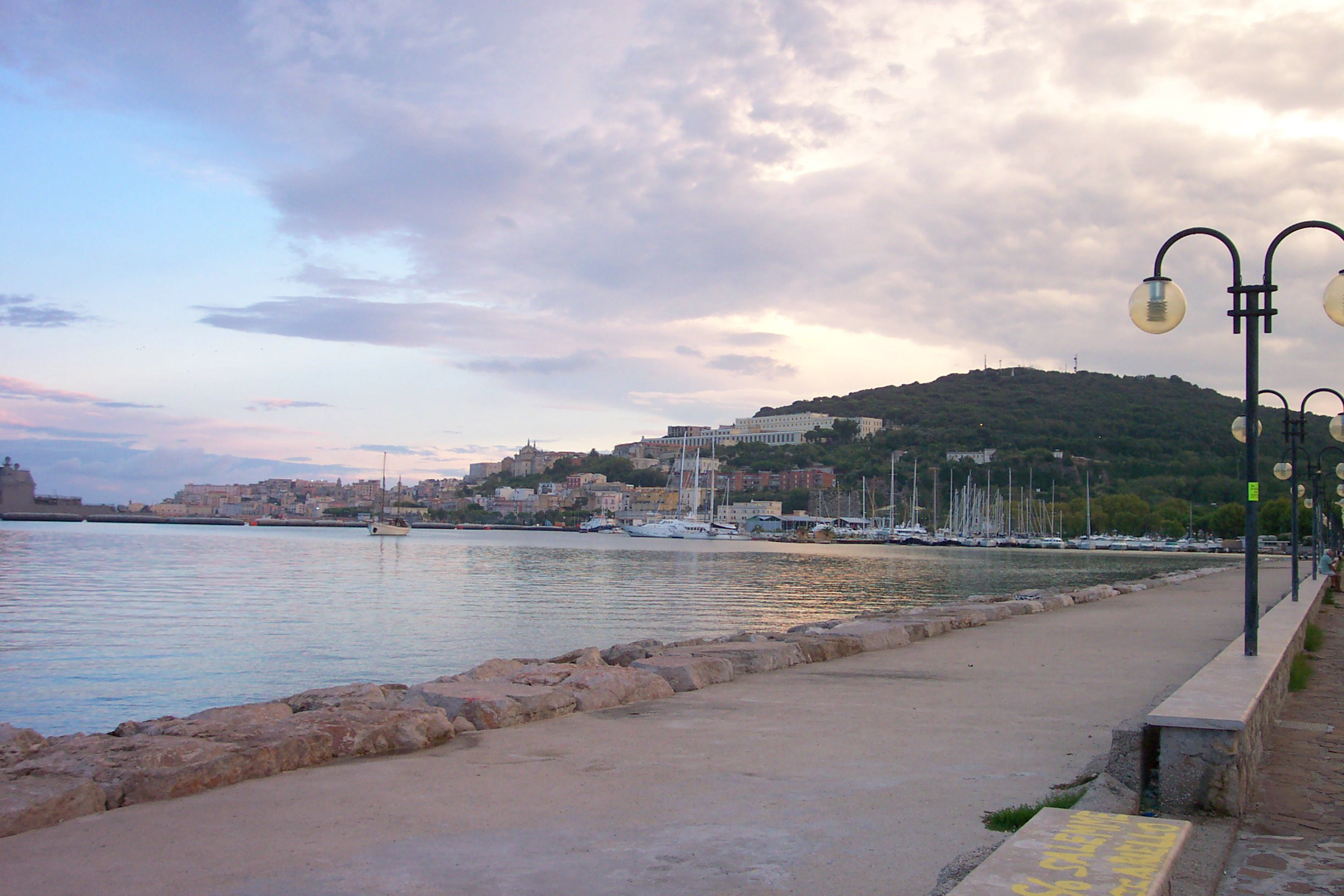
Порт
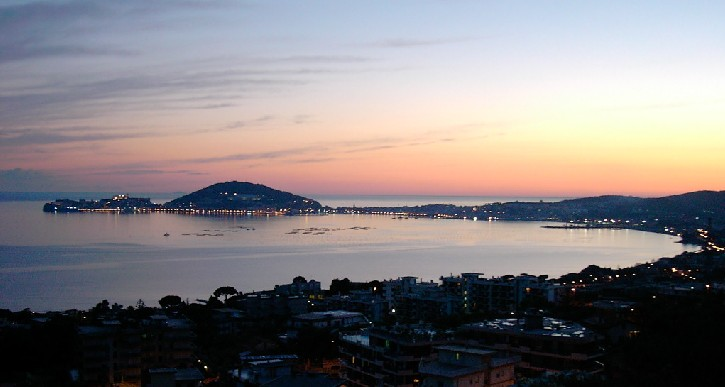
Затока Гаети
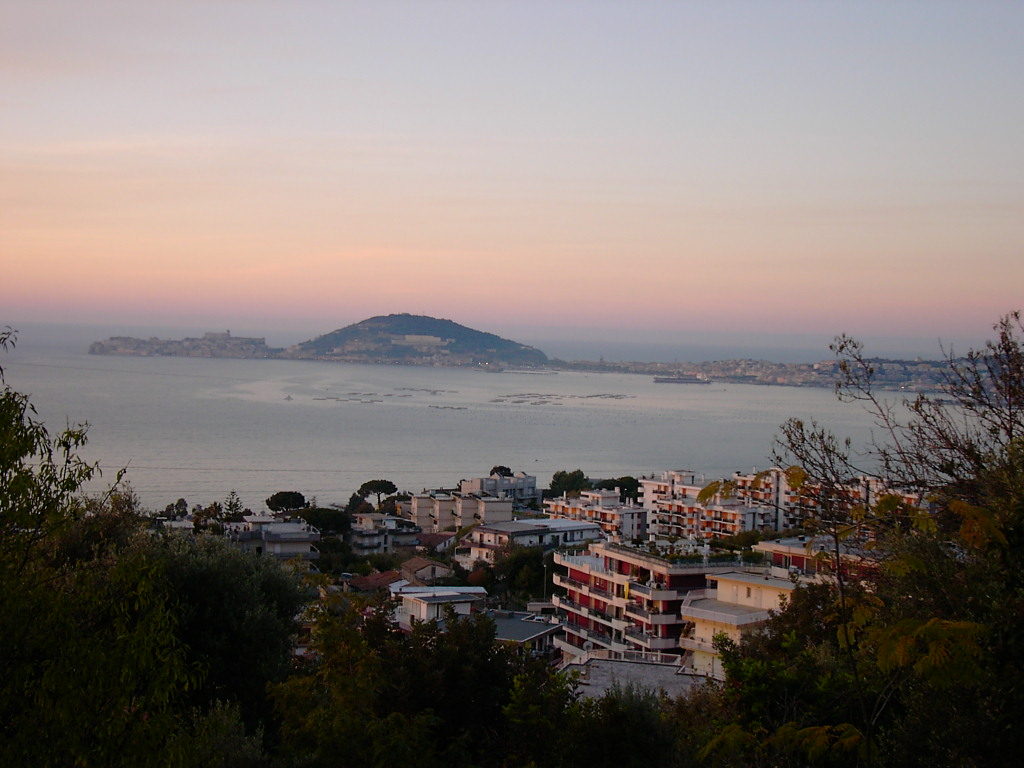
Гаета, вид з Формії
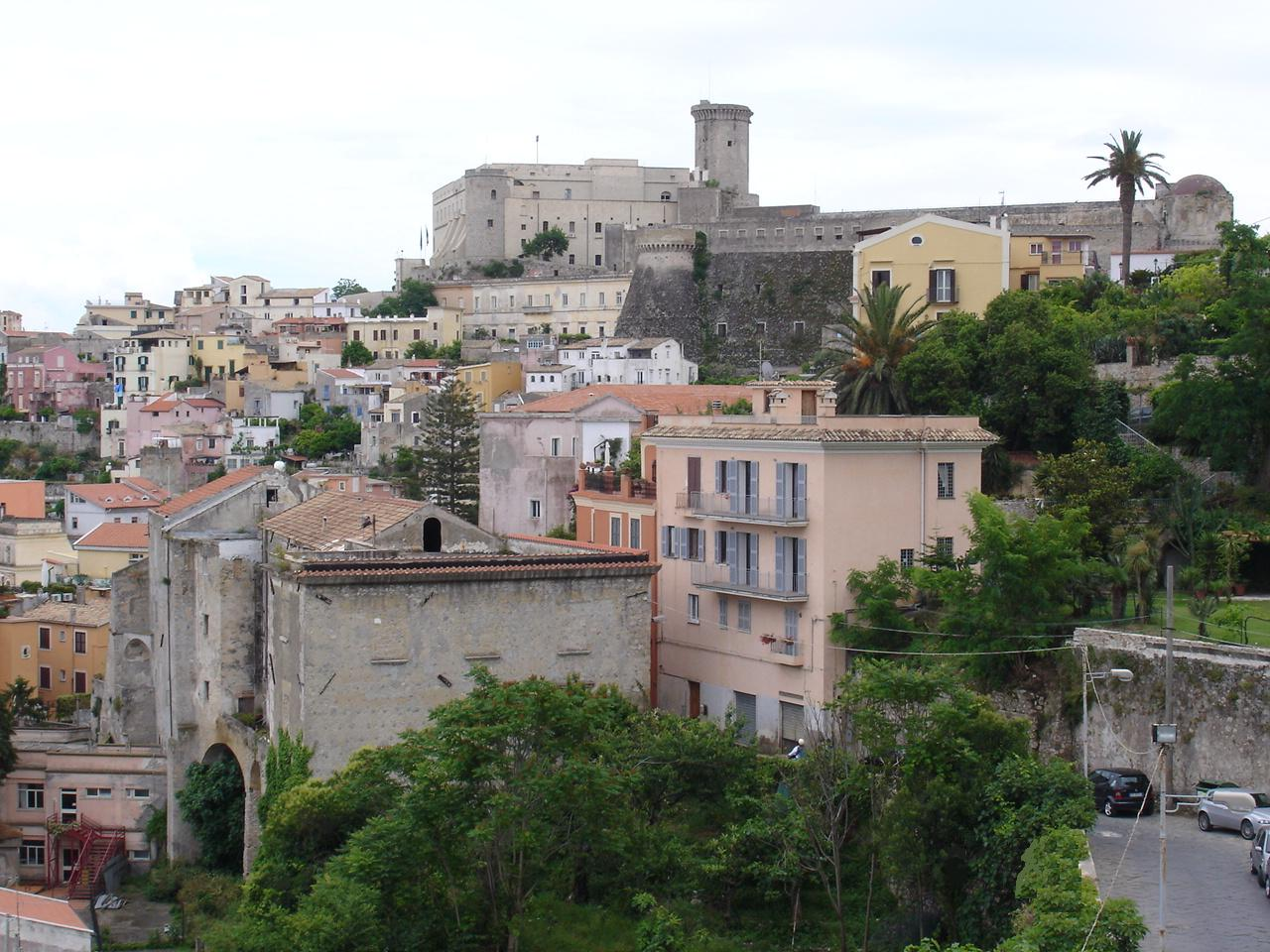
"Стара" Гаета
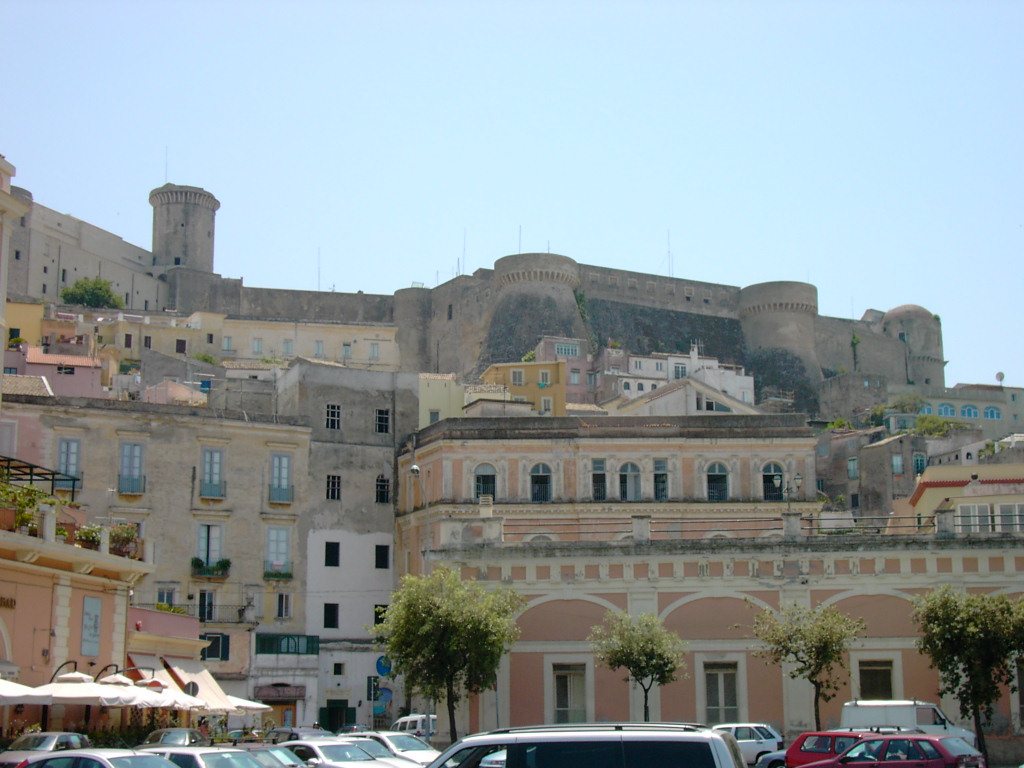
Замок Гаети
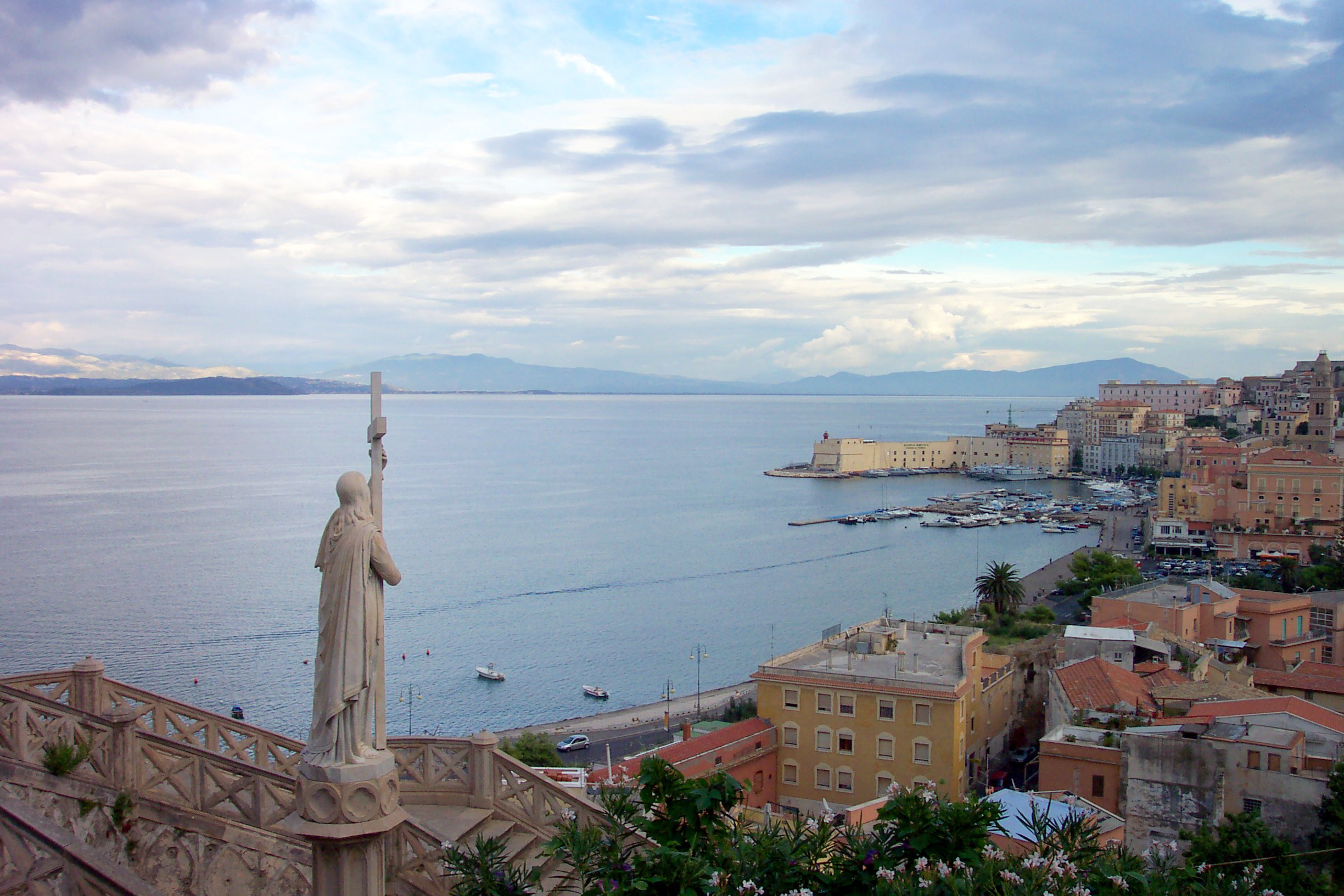
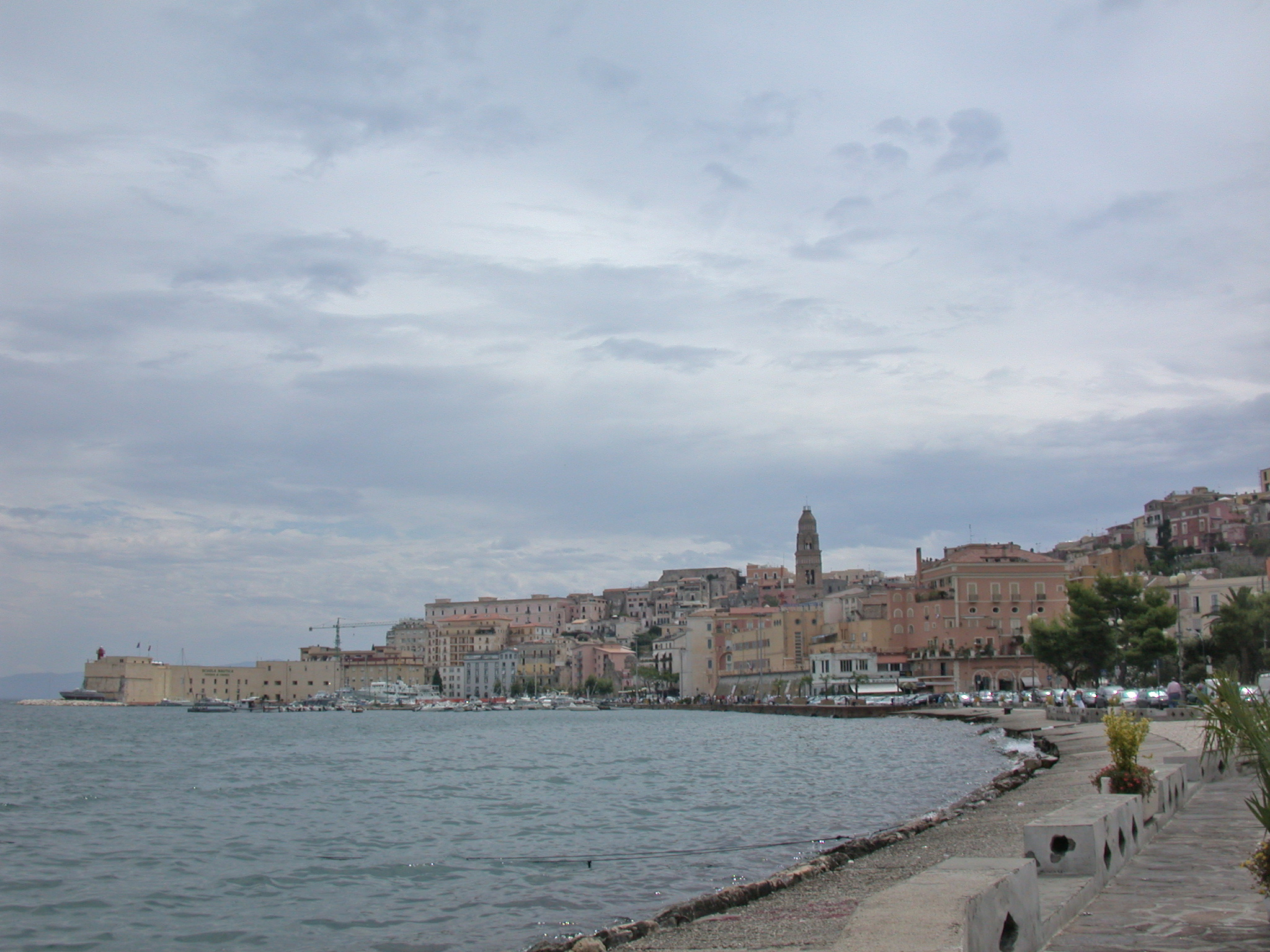
Панорама
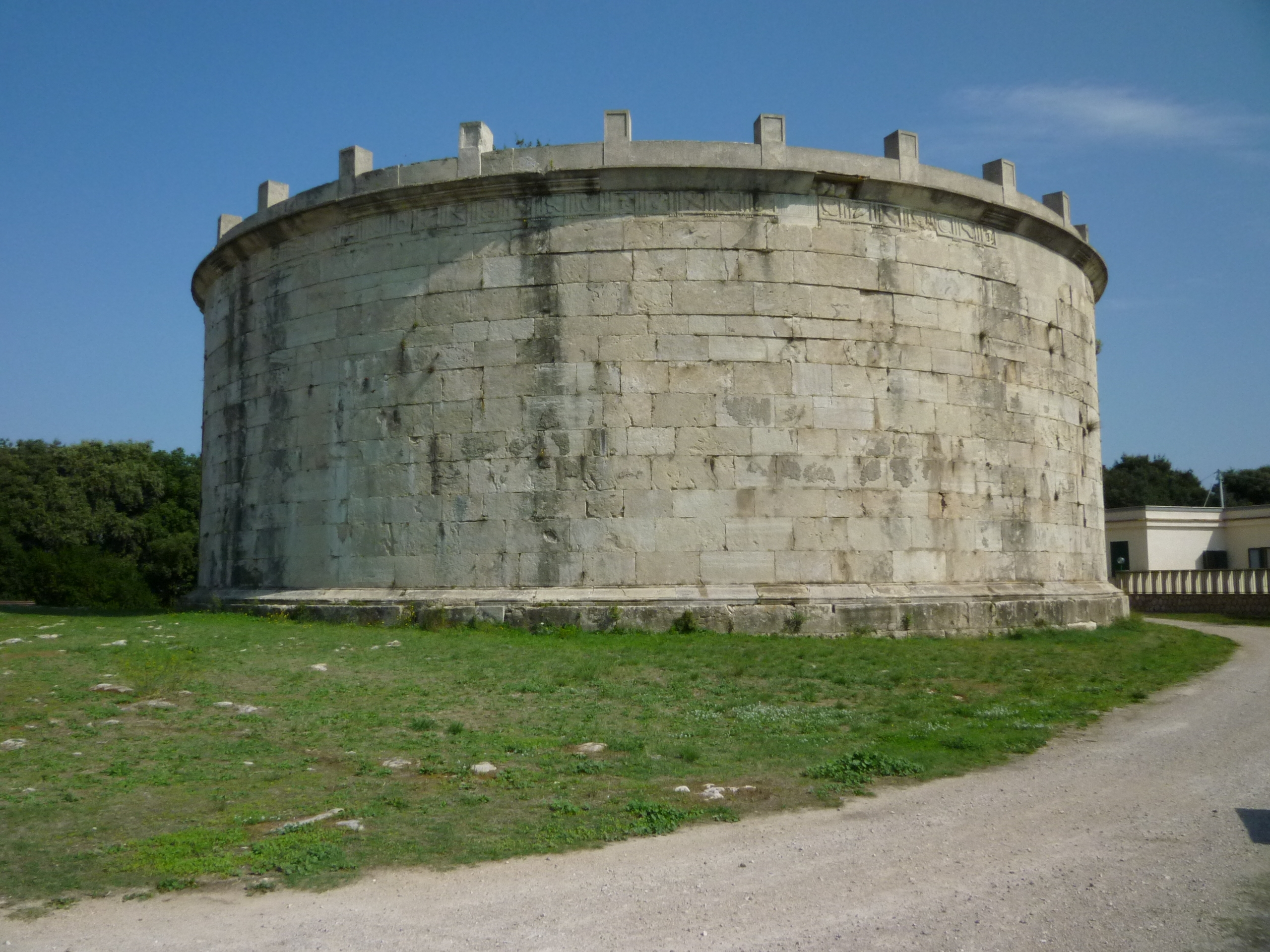
Мавзолей Планка